# Yasénskaya Pereprava
Yasénskaya Pereprava (del ruso: Ясе́нская Перепр́ава) es un posiólok del raión de Yeisk del krai de Krasnodar, en Rusia. Está situado en el cordón litoral Yasénskaya, entre el lago Jánskoye y el limán Beisúgskoye, muy cerca de la costa del mar de Azov, 50 km al sur de Yeisk y 146 km al noroeste de Krasnodar, la capital del krai. Tenía 777 habitantes en 2010
Pertenece al municipio Yasénskoye.

## Historia
Fue fundada por dos empresarios griegos en 1878 como puerto para la exportación de grano. Se construyeron almacenes y viviendas para los trabajadores. Tras las inundaciones de 1914 que afectaron a la localidad se construyó un silo. Tras la Revolución de 1917 fue reconvertido en un pueblo de pescadores.

## Festival
A principios de cada mes de mayo se desarrolla en la localidad el festival de kitesurf Yasenmai.